# Distrito electoral de Harrison (condado de Gosper, Nebraska)
Harrison (en inglés: Harrison Precinct) es un distrito electoral ubicado en el condado de Gosper en el estado estadounidense de Nebraska. En el Censo de 2010 tenía una población de 175 habitantes y una densidad poblacional de 1,91 personas por km².

## Geografía
Harrison se encuentra ubicado en las coordenadas 40°34′8″N 99°41′59″O / 40.56889, -99.69972. Según la Oficina del Censo de los Estados Unidos, Harrison tiene una superficie total de 91.77 km², de la cual 91.77 km² corresponden a tierra firme y (0%) 0 km² es agua.

## Demografía
Según el censo de 2010, había 175 personas residiendo en Harrison. La densidad de población era de 1,91 hab./km². De los 175 habitantes, Harrison estaba compuesto por el 98.29% blancos, el 0% eran afroamericanos, el 0% eran amerindios, el 0.57% eran asiáticos, el 0% eran isleños del Pacífico, el 0% eran de otras razas y el 1.14% pertenecían a dos o más razas. Del total de la población el 0% eran hispanos o latinos de cualquier raza.